# Jean-Louis Haillet
Jean-Louis Haillet (Nizza, 7 maggio 1954) è un ex tennista francese.

## Carriera
In carriera ha vinto 2 titoli di doppio. Nel 1978 ha vinto il Brussels Outdoor, in coppia con Antonio Zugarelli, battendo Onny Parun e Vladimír Zedník 6–3, 4–6, 7–5 e nel 1979 ha vinto il Paris Open, in coppia con Gilles Moretton, sconfiggendo i britannici John Lloyd e Tony Lloyd per 7–6, 7–6.
In Coppa Davis ha giocato un totale di 6 partite, collezionando 4 vittorie e 2 sconfitte.

## Statistiche

### Doppio

#### Vittorie (2)
| Numero | Anno | Torneo                      | Superficie  | Compagno          | Avversari in finale        | Punteggio     |
| 1.     | 1978 | Brussels Outdoor, Bruxelles | Terra rossa | Antonio Zugarelli | Onny Parun Vladimír Zedník | 6–3, 4–6, 7–5 |
| 2.     | 1979 | Paris Open, Parigi          | Cemento     | Gilles Moretton   | John Lloyd Tony Lloyd      | 7–6, 7–6      |